# Greta Feurich
Greta Feurich (geboren 1936) ist eine ehemalige deutsche Feldhockeyspielerin.

## Werdegang
Greta Feurich stammt aus Hamburg. Sie trat als Dreizehnjährige in den Harvestehuder Tennis und Hockey-Club ein. Als Erwachsene gehörte sie nicht nur zu den Stammspielerinnen des Vereins, sondern wurde bald Mannschaftsführerin. Mit ihr dominierte der HTHC Ende der 1950er und Anfang der 1960er Jahre das deutsche Frauenfeldhockey. Sie wurde mit ihrem Verein in den Jahren 1957 bis 1960, 1962 und 1964 Deutsche Meisterin im Damenfeldhockey. Sie galt in ihrer Zeit als die weltbeste Hockeyspielerin. Sie spielte auch für die deutsche Nationalmannschaft.
Nach Beendigung ihrer Spielerinnenkarriere wurde sie zunächst Trainerin ihres Vereins, später auch Trainerin der deutschen Frauenfeldhockeynationalmannschaft, mit der sie 1979 Vizeweltmeister wurde.

## Auszeichnungen
Am 3. März 1962 wurde sie von Bundespräsident Heinrich Lübke mit dem Silbernen Lorbeerblatt ausgezeichnet.
1963 erhielt sie die Goldene Ehrennadel ihres Vereins und schließlich von Bundespräsident Horst Köhler das Bundesverdienstkreuz.
Seit 1963 war sie mit Dietz Blunck, einem Vereinskameraden, verheiratet.